# Euparatettix bengalensis
Euparatettix bengalensis är en insektsart som beskrevs av Hancock, J.L. 1912. Euparatettix bengalensis ingår i släktet Euparatettix och familjen torngräshoppor. Inga underarter finns listade i Catalogue of Life.